# جوزفين (مغنية)
جوزفين (باليونانية: Josephine)‏ هي مغنية يونانية، ولدت في 25 أغسطس 1992 في أثينا في اليونان.